# RTI-120
RTI-120是一种含氮有机化合物，开发代号：RTI-4229-120，分子式C22H25NO2，可用作多巴胺再攝取抑制劑，同时对去甲肾上腺素和血清素的再摄取抑制作用较弱。